# カラム・オドウダ
カラム・オドウダ（Callum O'Dowda 、1995年4月23日 - ）は、イングランド・オックスフォードシャー州キドリントン出身のアイルランド代表プロサッカー選手。カーディフ・シティFC所属。ポジションはFW。

## 経歴

### クラブ
9歳でオックスフォード・ユナイテッドFCのアカデミーに入団。2013年8月6日、フットボールリーグカップ1回戦のチャールトン・アスレティックFC戦でトップチームデビュー。
2016年7月14日、推定移籍金125万ポンドでブリストル・シティFCに移籍、3年契約を結んだ。
2022年6月8日、カーディフ・シティFCへ3年契約で移籍することが発表された。

### 代表
2016年5月31日に開催されたベラルーシ代表とのフレンドリーマッチでアイルランド代表デビュー。